# 病理標本
病理標本（びょうりひょうほん）とは、人体から採取された検体またはサンプルについて、主に病理診断を目的に作製された標本のこと。

## 解説
病理標本は組織・臓器にパラフィンを浸透して固め、数μmの膜状に薄く切り、スライドガラスに貼って染色してプレパラートの形にしたものを指すことが多い。ヘマトキシリン・エオジン染色（HE染色）を基本に、診断目的や病変に応じてさまざまな特殊染色が施される。顕微鏡で数倍から数百倍に拡大して病理標本を観察する。
固定、切り出し、パラフィン包埋、薄切、染色、封入、ラベリングなど多くの工程があるため、質の高い病理標本作製には一定の技術が必要である。手作業が多く、何らかの理由で検体・標本を取り違えた場合(検査過誤)、重大な医療事故に発展する可能性があり、病理標本作製では検体検査としての精度管理、リスクマネジメントや要員教育等がきわめて重要である。
がん拠点病院等では病理検査を専門とする病理検査技師が配置されており、作製された病理標本等を用いて病理専門医等が病理診断を行っている。病理標本の観察により病変の有無や性状、良性悪性の鑑別、治療方針の根拠、その他の所見が明らかとなる。
- 診療報酬点数表では2008年改定により従来の「病理学的検査」が第3部検査から独立し第13部「病理診断」となった。第3部病理診断（広義の病理診断）は第1節病理標本作製料と第2節病理診断（狭義の病理診断）・判断料から構成されている。保険医療においては第1節病理標本作製はホスピタルフィーに区分されると解される。第2節病理診断はドクターズフィーで保険医療機関での医行為と解される。
- 病理標本・病理検体取り違え事故が報道されることがあるが、病理部門に所属する病理検査技師等のマンパワーが据え置かれていることが背景にある。厚労省の調査では病理診断は平成17年から平成24年に1.7倍（年間200万件から360万件）、術中迅速診断は3倍（6万から17万件）となったが病理技師の増員はこの間ほとんど行われていない[1]。自動化機器導入が進められるいっぽうで、病理標本化工程での手作業部分は残るので、検体取り違え等の事象が繰り返されることになると考えられる。医療安全を確保するためには作業量に見合った病理検査技師の配置が必要となる。